# Liste du patrimoine culturel immatériel de l'humanité au Timor oriental
Cet article recense les pratiques inscrites au patrimoine culturel immatériel au Timor oriental.

## Statistiques
Le Timor oriental ratifie la convention pour la sauvegarde du patrimoine culturel immatériel le 31 octobre 2016. La première pratique protégée est inscrite en 2021.
En 2021, le Timor oriental compte 1 élément inscrit au patrimoine culturel immatériel, sur la liste du patrimoine immatériel nécessitant une sauvegarde urgente.

## Listes

### Liste représentative
Le Timor oriental ne compte aucun élément listé sur la liste représentative du patrimoine culturel immatériel de l'humanité.

### Patrimoine immatériel nécessitant une sauvegarde urgente
Le Timor oriental compte un élément listé sur la liste du patrimoine immatériel nécessitant une sauvegarde urgente :
| Élément                     | Type                                         | Subdivision | Année | Lien  | Notes | Illus. |
| --------------------------- | -------------------------------------------- | ----------- | ----- | ----- | ----- | ------ |
| Le tais, tissu traditionnel | savoir-faire liés à l’artisanat traditionnel |             | 2021  | 01688 |       |        |

### Registre des meilleures pratiques de sauvegarde
Le Timor oriental ne compte aucune pratique listée au registre des meilleures pratiques de sauvegarde.